# شيشي قو سان
شيتشي قو سان (七五三, المعنى الحرفي: "سبعة خمسة ثلاثة") هي طقوس تقليدية ومهرجان في اليابان للأطفال الذين تعدى أعمارهم الثلاث والسبع سنوات للفتيات والثلاث و الخمس سنوات للفتيان، الذي يقام سنويا في 15 من نوفمبر للاحتفال نمو وحسن الخلق للأطفال الصغار. لا يعتبر هذا اليوم عطلة رسمية لكنه يقام بالأغلب في أقرب عطلة نهاية أسبوع.

## روابط خارجية
- http://www.tokyowithkids.com/entertainment/shichigosan.html